# Rumford (cráter)

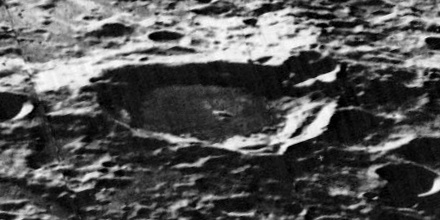
Imagen oblicua de la misión Lunar Orbiter 5

Rumford es un cráter de impacto que yace en la cara oculta de la Luna. Se encuentra al noroeste del gran cráter Oppenheimer y al este-sureste de Orlov.
|  |

El cráter principal se superpone al borde este del cráter satélite Rumford T, de mayor tamaño. El perímetro es en líneas generales redondeado, pero presenta una serie de zonas aplanadas que le dan un aspecto  poligonal, con un saliente hacia el exterior en el borde este. Las paredes interiores se han hundido en el lado oriental, formando secciones aterrazadas. El suelo interior tiene un albedo más bajo que el del terreno circundante, y presenta una pequeña cresta central cerca del punto medio.

## Cráteres satélite
Por convención estos elementos son identificados en los mapas lunares poniendo la letra en el lado del punto medio del cráter que está más cerca de Rumford.
|         | \| Rumford \| Coordenadas \| Diámetro \| \| ------- \| -------------------------------- \| -------- \| \| A \| 25°12′S 169°12′O / -25.2, -169.2 \| 30 km \| \| B \| 25°12′S 168°06′O / -25.2, -168.1 \| 25 km \| \| C \| 27°24′S 168°06′O / -27.4, -168.1 \| 26 km \| \| F \| 28°54′S 165°18′O / -28.9, -165.3 \| 13 km \| \| Q \| 30°42′S 171°36′O / -30.7, -171.6 \| 29 km \| \| T \| 28°36′S 172°06′O / -28.6, -172.1 \| 108 km \| |          |
| Rumford | Coordenadas | Diámetro |
| A       | 25°12′S 169°12′O / -25.2, -169.2 | 30 km    |
| B       | 25°12′S 168°06′O / -25.2, -168.1 | 25 km    |
| C       | 27°24′S 168°06′O / -27.4, -168.1 | 26 km    |
| F       | 28°54′S 165°18′O / -28.9, -165.3 | 13 km    |
| Q       | 30°42′S 171°36′O / -30.7, -171.6 | 29 km    |
| T       | 28°36′S 172°06′O / -28.6, -172.1 | 108 km   |